# Juan Nava Franquesa
Juan Nava Franquesa (Ripollet, 1952) es un diseñador español afincado en Valencia. Ha trabajado sobre tipografía.

## Biografía
Empieza a trabajar en 1970 en diferentes estudios publicitarios, y en 1973 empieza en el interiorismo y el escaparatismo. Entre 1976 y 1981 trabaja como director artístico a Canut Bardina, destacando el diseño de un estuche para Licor 43. En 1982 funda COMO & AS.
En el año 2000 participó en la exposición organizada por el Impiva y el Ministerio de Economía Signos del siglo. 100 años de diseño gráfico en España muestra que reconocía la aportación de los diseñadores españoles a la calidad de vida, al éxito de muchos productos y empresas, a la diversidad y a la creatividad. La participación de Juan Nava en dicha exposición fue junto a otros 18 diseñadores valencianos ofreciendo una panorámica del diseñado realizado por los profesionales valencianos como José Ramón Alcalá, Sebastián Alón, Arturo Ballester, Paco Bascuñán, Luis Dubón, Sandra Figuerola, Marisa Gallén, Luis García Falgá, Pepe Gimeno, Lavernia y asociados, Nacho Lavernia, Javier Mariscal, Daniel Nebot, Belén Payá, Rafael Ramírez Blanco, Josep Renau, Miguel Ripoll y Carlos Ruano.
En 2016 diseña la cubierta de los títulos de la colección Estudios Universitarios, del Institución Alfons el Magnànim.